# José María Rodríguez y Cos
José María Rodríguez y Cos fue un escritor mexicano que promovió el positivismo en el país. Nació en Tulancingo, Hidalgo, en 1823, y aunque comenzó sus estudios para ser médico, tuvo que dejar la universidad por motivos económicos. Trabajó como docente y comenzó a escribir, tiempo durante el cual se asoció con escritores positivistas como Vicente Hugo Alcaraz y Manuel Guillén. Su obra maestra se considera el poema épico El Anáhuac, publicado en 1852. Otro poema popular es La Revolución francesa. También escribió obras de teatro como la ópera Cuauhtémoc y tradujo varias obras de teatro y otras obras del francés y el italiano al español. Murió en la Ciudad de México en 1899.